# 3 Daft Monkeys
 (septembre 2019).
3 Daft Monkeys est un groupe de musique originaire des Cornouailles, en Angleterre et fondé en 2000.
Il s'est produit au festival interceltique de Lorient 2019.

## Membres
- Tim Ashton - voix, guitare à douze cordes et tin whistle
- Athene Roberts - violon, voix et accordéon
- Rich Mulryne - percussions et voix
- Jamie Graham - basse à tessiture étendue

## Discographie

### Albums studio
- Brouhaha (2000)
- Ooomim (2002)
- Hubbadillia (2004)
- Gibbon It Live and Dreckly (2007)
- Social Vertigo (2008)
- The Antiquated and the Arcane (2010)
- Of Stones and Bones (2013)
- Year of the Clown (2017)

### EP
- Go Tell the Bees (2007)

### Albums concert
- Gibbon It Live & Dreckly (2007)
- Live at the Princess Pavilion (2014)